# 陶晴賢
陶 晴賢（すえ はるかた） / 陶 隆房（すえ たかふさ）は、戦国時代の武将。大内氏の家臣。
晴賢と名乗ったのは、天文20年（1551年）に主君・大内義隆を討ち、大友晴英（後の大内義長）を当主に据えてから厳島の戦い前に出家するまでの数年間だけであり、それまでは初名の隆房を名乗っていた（以下、本項ではその当時の名乗りに合わせて記述する）。

## 生涯

### 出自
大永元年（1521年）11月14日卯の刻に出生。
陶隆房（晴賢）は、長らく陶興房の次男として生まれたとされてきた。だが吉田兼右の日記である『兼右卿記』のうち、天文11年（1542年）に兼右が周防国に下向した際に記した『防州下向記』の記載から、隆房が石見国守護代を務める問田隆盛の同母弟であることと生年月日が明らかになった。隆房が問田興盛の同母弟であることから実父は問田興之、実母は陶弘護の娘で陶興房の異母姉妹である可能性が指摘されている。
また、陶興房には実子として陶興昌がいたが、享禄2年（1529年）4月に死去していることから、実子である興昌の死により、興房の外甥にあたる隆房が興房の養子として迎えられたと考えられている。

### 家督相続
隆房が養子となった陶氏は周防国の戦国大名・大内氏の庶家・右田氏の分家であり、周防国守護代を務める大内氏の重臣の家柄であった。少年時は美男として知られ、大内義隆の寵童として重用された。また、陶氏には代々の当主が本家・主君にあたる大内氏当主より一字拝領する慣わしがあり、元服時には義隆の偏諱を受けて、隆房（たかふさ）と名乗った（弟の隆信（たかのぶ）も同様である）。
天文5年（1536年）6月以前に養父・興房から家督を相続し、天文6年（1537年）には従五位下に叙位されている。天文8年（1539年）、養父・興房が死去。

### 大内家臣時代
天文9年（1540年）、出雲国の尼子晴久が吉田郡山城を攻めたとき、毛利元就の援軍として主君・義隆から総大将の権限を与えられ、天文10年（1541年）1月、尼子軍を撃退するという功績を挙げた（第1次吉田郡山城の戦い）。
天文11年（1542年）には逆に尼子領へ侵攻するが、この出雲遠征における月山富田城攻め（第一次月山富田城の戦い）には失敗し、大内晴持をはじめとする多数の死傷者を出して大敗した。以後、義隆は軍事面に無関心となり文化に傾倒、文治派の相良武任の台頭を招く。この事態に武断派である隆房の影響力は失墜し、さらに武任を重用する義隆とも不仲になっていく。
天文14年（1545年）、義隆に実子・大内義尊が生まれたことを契機に、隆房は武任を強制的に隠居へ追い込み、大内家の主導権を奪還する。
天文17年（1548年）に義隆が従二位に叙位されると、従五位上に昇叙された。また義隆の命令で備後国へ出陣、元就らとともに神辺城を攻撃している（神辺合戦）。しかし同年、義隆によって武任が評定衆として復帰すると、文治派の巻き返しを受けて再び大内家中枢から排除される。
天文19年（1550年）、内藤興盛らと手を結び武任の暗殺を試みる。しかし事前に察知されて義隆の詰問を受けたことで、事実上、大内家での立場を失った。

### 謀反
天文19年（1550年）2月、大友氏で発生した二階崩れの変により、大友義鎮が大友氏の家督となる。隆房は、主君の大内義隆を追い落として義鎮の弟・大友晴英を大内氏の家督とすることを決意し、義鎮に了解をとりつけた。
天文20年（1551年）1月、武任は自らも隆房との対立による責任を義隆に追及されることを恐れて「相良武任申状」を義隆に差し出し、この書状で「陶隆房と内藤興盛が謀反を企てている。さらに対立の責任は杉重矩にある」と讒言。これを契機として文治派を擁護する義隆と武断派の隆房の対立は決定的なものとなる。8月10日（9月10日）には身の危険を感じた武任が周防から出奔し、両者の仲は破局に至った。
8月28日（9月28日）、隆房は挙兵して山口を攻撃し、9月1日（9月30日）には長門大寧寺において義隆を自害に追い込む。さらに義隆の嫡男である義尊も殺害（義尊は殺さず新たな当主に擁立するつもりだったとの説もある）。その後、野上房忠に命じて筑前国を攻め、武任や杉興運らも殺害した。さらに謀反が終わった後には重矩も殺害。義尊の弟で、義隆の次男である問田亀鶴丸は母方の祖父が内藤興盛だったこともあり、助命している。

### 晴英の周防入り
天文21年（1552年）1月に豊後国の大友館で、大友氏と大内氏の縁組の儀式が行われた。大友館では大友義鎮（後の大友宗麟）、田北鑑生、雄城治景、吉岡長増、臼杵鑑続、小原鑑元、志賀親守が待ちうけ、大友晴英、大友清観、伊勢六郎、隆房、杉隆相、飯田興永が上ってきた。同年2月、大友晴英は橋爪鑑実（美濃守）、吉弘大夫（右衛門）をともない周防国に入る。
義隆の養子である大友晴英（当時の豊後大友氏当主・大友義鎮（後の大友宗麟）の異母弟。生母は大内義興の娘で義隆の甥にあたる）を大内氏新当主として擁立し、大内氏の実権を掌握した。この時、隆房は晴英を君主に迎えることを内外に示すため、前述の通り陶家が代々大内氏当主より一字拝領する慣わしから、晴英から新たに一字（「晴」の字）を受ける形で、晴賢（はるかた）と名（諱）を改めている（なお、大内晴英は翌天文22年（1553年）に「大内義長」と改名し、のちに晴賢の嫡男・長房がその一字を受けた）。
その後の大内家の文書には、晴英の袖判に橋爪鑑実、飯田興秀（石見守）、陶同麟、高橋鑑種（筑前）、杉重矩などの署名が見られる。

### 毛利元就との戦いと最期

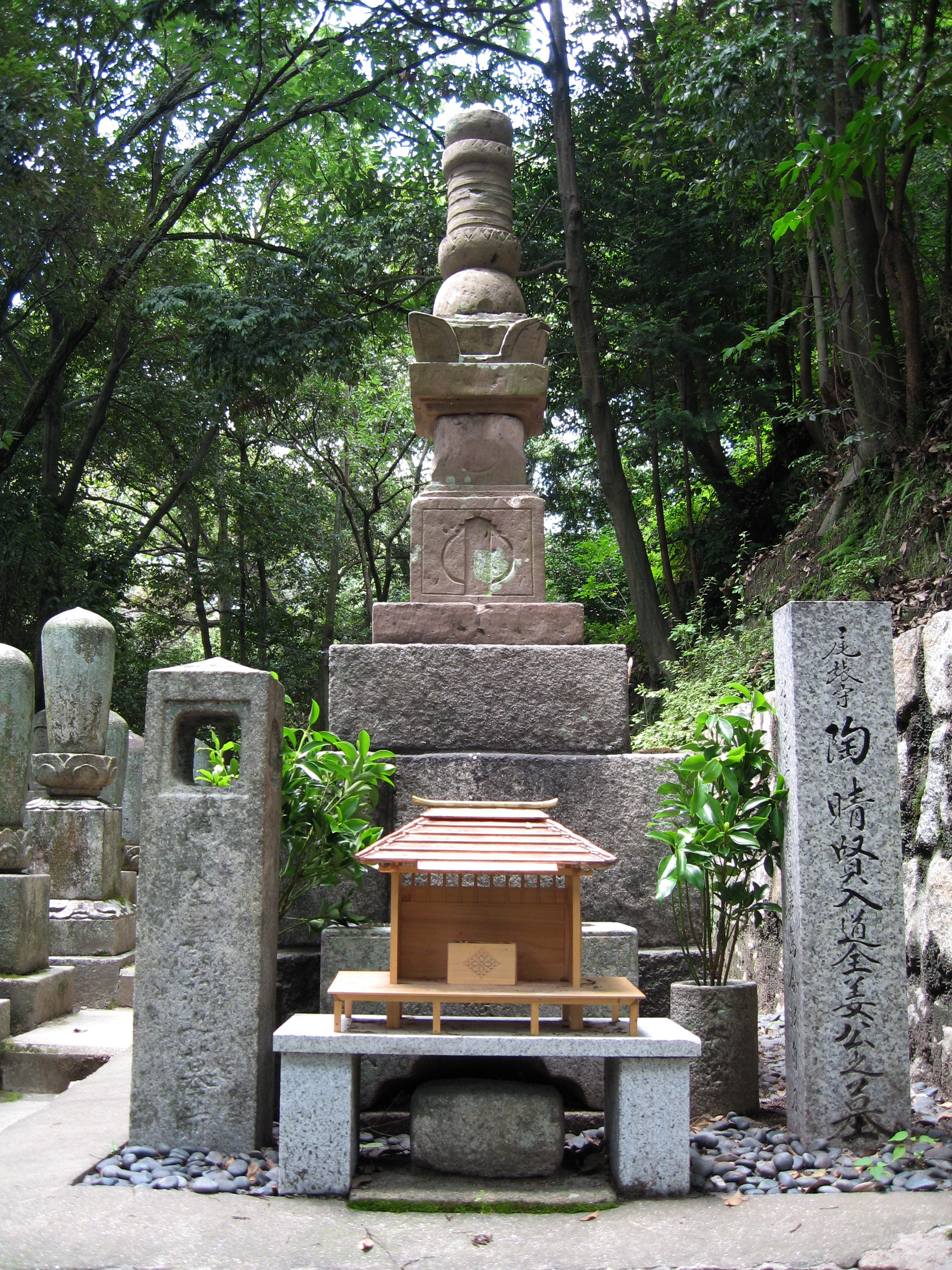
陶晴賢の墓 洞雲寺 廿日市市

その後、晴賢は大内氏内部の統制という目的もあり徹底した軍備強化を行う。北九州の宗像地方を影響下に置くため、宗像氏貞を送り込み、山田事件を指示したともされている。しかし、この晴賢の政策に反発する傘下の領主も少なくなかった。天文23年（1554年）、それが義隆の姉を正室とする石見国の吉見正頼と安芸国の毛利元就の反攻というかたちで現われた。
晴賢は直ちに吉見正頼の討伐に赴く（三本松城の戦い）。しかし主力軍が石見国に集結している隙を突かれ元就によって安芸国における大内方の城の大半が陥落してしまった（防芸引分）。このため、晴賢は窮余の一策として宮川房長を大将とした軍勢を安芸国に送り込むが、折敷畑の戦いで大敗してしまい、安芸国は毛利家の支配下となる。
天文24年9月21日（1555年10月6日）、晴賢は自ら2万から3万の大軍を率いて安芸厳島に侵攻し、毛利方の宮尾城攻略を試みる。だが、毛利軍の奇襲攻撃により本陣を襲撃され敗北する。毛利氏に味方する村上水軍により大内水軍が敗れ退路も断たれてしまい、逃走途中で自害した（厳島の戦い）。享年35。辞世は「何を惜しみ 何を恨みん 元よりも この有様に 定まれる身に」。

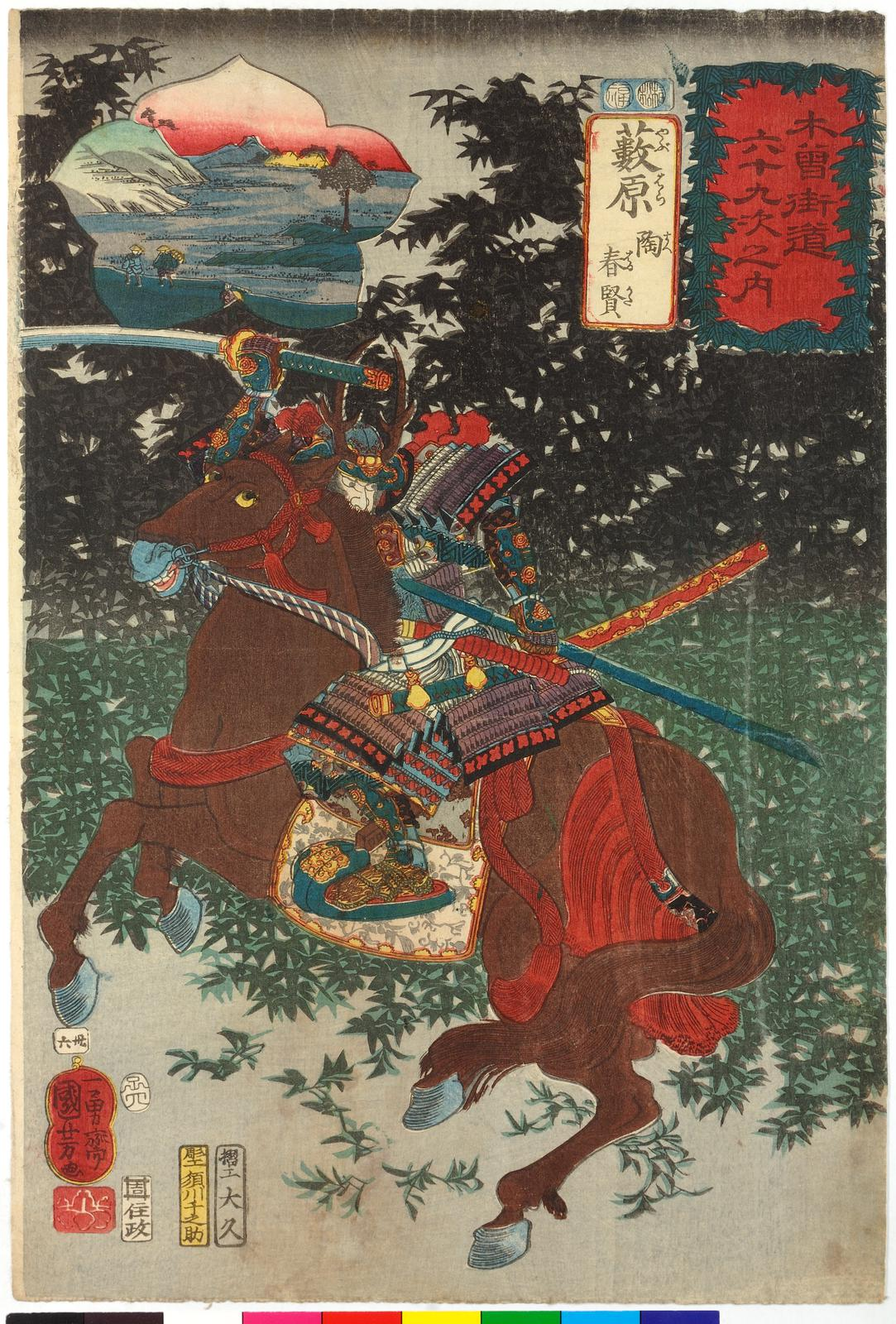
歌川国芳「木曽街道六十九次之内 藪原　陶晴賢」(見立絵)

遺骸は桜尾城で首実検の後、洞雲寺に葬られた。

## 死後
晴賢の死後、居城の富田若山城は先に父・杉重矩を晴賢に殺害された杉重輔によって攻め落とされ、晴賢の嫡男・長房並びに次男・貞明は自害した。以後、大内氏は急速に衰退する。弘治3年（1557年）には毛利元就によって、義隆の甥である大内義長が子の無いまま自害させられたため大内氏は滅んだ。この時、長房の長男・鶴寿丸（晴賢の末子とも言われる）は殉死し、陶氏の嫡流も完全に途絶えた（防長経略）。

## 人物・逸話
- 「西国無双の侍大将」と呼ばれる一方で厳島の戦いに際し、弘中隆兼の「元就の狙いは大内軍を狭い厳島に誘き寄せて殲滅しようとするものだ」という進言を聞き入れず出陣し敗れるなど、器量に乏しい面ものぞかせる。
- 直情型で独断専行が多く、義隆との対立については晴賢自身の性格が原因という説もある。また冷酷な一面もあり、厚狭弾正という人物が無罪を訴えていたとき、笑みを浮かべながら火あぶりにした。直後の合戦にて晴賢は落馬するが、弾正の亡霊が晴賢を突き落とす様を家臣がこのとき目撃したと伝えられる[5]。
- 疑り深い一面があり、配下の江良房栄の才覚を恐れた元就が、房栄が内通しているという噂を流すと晴賢は他の家臣が「元就の謀略だ」と言うのも聞かずに房栄を誅殺している。一方で臣下の小者を思いやる逸話もあり、出雲遠征から敗走する際に自分の兵糧を護衛に与え、自らは干鰯を食べて飢えを凌いだという。

- 現在、洞雲寺（廿日市）にある晴賢の墓所は、江戸時代の歴史書『芸藩通志』が初出であり、元和4年（1618年）時の佐方村下調帖によれば、「往古より有る墓所は厳島教親（藤原教親）、厳島興藤（友田興藤）、毛利元清（穂井田元清）と妻、大江元澄（桂元澄）とあり、晴賢の墓については記載されていない。晴賢の自害の地は厳島の山腹とされており、毛利方に討たれていないことから、上記と合わせ毛利方の首実検を訝る指摘もある。

## 関連作品

### テレビドラマ
- 『鶴姫伝奇 -興亡瀬戸内水軍-』（1993年、日本テレビ、演：隆大介）
- 『毛利元就』（1997年、NHK大河ドラマ、演：陣内孝則）